# جورج بارون
جورج بارون (انگلیسی: George Barron; Q4 1883 – ۱۹۶۱ (۷۷−۷۸ سال)) بازیکن فوتبال اهل بریتانیا بود.
از باشگاه‌هایی که در آن بازی کرده‌است می‌توان به باشگاه فوتبال شفیلد ونزدی اشاره کرد.